# Martí de Riquer

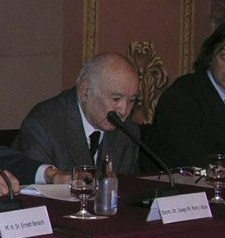
Martí de Riquer

Martí de Riquer i Morera [mərˈti ðə riˈke j muˈɾeɾə] (* 3. Mai 1914 in Barcelona; † 17. September 2013 ebenda) war 8. Graf von Casa Dávalos und Grande von Spanien und Professor für romanische Philologie.

## Leben
De Riquer wurde 1914 in Barcelona geboren. Er ist ein Enkel von Alexandre de Riquer i Ynglada. Von ihm rehabilitiert er 1956 den Titel des Grafen von Casa Dávalos. Er kämpfte im Spanischen Bürgerkrieg für Francisco Franco im Tercio de Montserrat und später arbeitete er unter der Leitung von Dionisio Ridruejo.
1977 wurde er von dem spanischen König Juan Carlos I. zum Senator und zum Leiter der Abteilung für romanische Literatur am Consejo Superior de Investigaciones Científicas (‚Oberster Rat für wissenschaftliche Forschungen‘) ernannt.

## Werken
De Riquer war seit 1965 Mitglied der Real Academia Española, außerdem Präsident der Acadèmia de Bones Lletres de Barcelona (‚Königliche Akademie der Geisteswissenschaften Barcelona‘) und korrespondierendes Mitglied von verschiedenen ausländischen Institutionen. Er war Emeritus der romanischen Literatur an der Universität Barcelona (1950–1984) und war Prodekan an der Universität Barcelona (1965–1966) sowie der Autonomen Universität Barcelona (1970–1976). Er war der Begründer und der Ehrenpräsident der Sociedad Roncesvalles bzw. Société Rencesvals, die sich der Erforschung der chanson de geste und cantar de gesta widmet.
De Riquer hat viele romanische Sprachen erforscht: Okzitanisch, Französisch, Spanisch und Katalanisch. Er veröffentlichte Studien über Don Quixote, die chanson de geste, mittelalterliche Romane wie Amadis de Gaula, über die Trobadore, die Minne die katalanische Literatur und das soziale Phänomen des fahrenden Ritters. De Riquer hat den Einfluss von Ausiàs Marc, Juan Boscán und die Werke von Miguel de Cervantes erforscht. Sein bedeutendstes Werk ist die Historia de la Literatura Universal (‚Geschichte der Universalliteratur‘), die er in Zusammenarbeit mit José María Valverde veröffentlichte. Er und sein Schüler Albert Hauf sind die wichtigsten Kenner der Minne in Spanien.

## Auszeichnungen
1962 erhielt De Riquer den March-Preis von Katalonien. 1990 bekam er den vierten internationalen Menéndez Pelayo-Preis und im darauf folgenden Jahr den nationalen Essay-Preis für seine Monographie Aproximació al Tirant lo Blanc, den das spanische Kultusministerium verleiht. 1997 bekam er den Fürst von Asturias-Preis für Sozialwissenschaft, 1999 den Lletra d’Or-Preis für Quinze generacions d’una família catalana und 2000 den National-Preis der spanischen Geisteswissenschaft. 2005 wurde er Grande von Spanien. De Riquer ist Doctor honoris causa an der Universität Rom und an der Universität Lüttich. Er war Mitglied der American Philosophical Society, der British Academy und der Académie des Inscriptions et Belles-Lettres.

## Veröffentlichte Werke

### Eigene Werke
- L’humanisme català (1388–1494) Barcelona: Barcino, 1934.
- Humanisme i decadència en les lletres catalanes Barcelona: Revista de Catalunya, 1934.
- Comentaris crítics sobre clàssics catalans Barcelona: Barcino, 1935.
- Manual de heráldica española Barcelona: Apolo, 1942.
- La lírica de los trovadores Madrid: CSIC, 1948.
- Los cantares de gesta franceses, Madrid: Gredos, 1952.
- Historia de la literatura catalana, Barcelona: Ariel, 1964–1966.
- Historia de la literatura universal, Barcelona: Noguer, 1957–1959. (gemeinsam mit José María Valverde)
- Caballeros andantes españoles, Madrid: Espasa Calpe, 1967.
- L’arnès del cavaller: armes i armadures catalanes medievals, Barcelona: Ariel, 1968.
- Cavalleria: fra realtà e letteratura nel Quattrocento, Bari: Adriatica, 1968.
- El combate imaginario: Las cartas de batalla de Joanot Martorell, Barcelona: Seix Barral, 1972. (gemeinsam mit Mario Vargas Llosa)
- Los trovadores, Barcelona: Planeta, 1975.
- Heràldica catalana des de l’any 1150 al 1550, Barcelona: Quaderns Crema, 1983.
- Vida i aventures de don Pero Maça, Barcelona: Quaderns Crema, 1984.
- Heráldica Castellana en tiempos de los Reyes Católicos, Quaderns Crema, 1986.
- Estudios sobre el Amadís de Gaula, Barcelona: Sirmio, 1987.
- Cervantes, Passamonte y Avellaneda, Barcelona: Sirmio, 1988.
- Cervantes en Barcelona, Barcelona: Sirmio, 1989.
- Aproximació al Tirant lo Blanc, Quaderns Crema, 1990
- Tirant lo Blanch, Novela de historia y de ficción, Barcelona: Sirmio, 1992.
- Les poesies del trobador Guillem de Berguedà, Barcelona: Quaderns Crema, 1996.
- Quinze generacions d’una família catalana, Barcelona: Quaderns Crema, 1998.
- Llegendes històriques catalanes, Barcelona: Quaderns Crema, 2000.
- Para leer a Cervantes, Barcelona: Acantilado, 2003.
- Vida y amores de los trovadores y sus damas, Barcelona: Acantilado, 2004.

### Auflagen von alten Werken
- Antoni Canals, Scipió e Anibal. De providència. De arra de ànima, Barcelona: Barcino, 1935.
- Jordi de Sant Jordi, Poesies, Barcelona: Catalònia, 1935.
- Bernart de Ventadorn, Poesías, Barcelona: Yunque, 1940.
- Sebastián de Covarrubias, Tesoro de la lengua castellana o española, Barcelona: Horta, 1943.
- Miguel de Cervantes, Don Quijote de la Mancha, Barcelona: Juventud, 1944.
- Jacint Verdaguer, L’Atlàntida, Barcelona: Ayuntamiento de Barcelona, 1946.
- Pero Martínez, Obras, Barcelona: CSIC, 1946.
- Cerverí de Girona, El trovador Cerverí de Girona, Barcelona: Universitat de Barcelona, 1946.
- Joanot Martorell, Martí Joan de Galba, Tirant lo Blanc, Barcelona: Selecta, 1947; Barcelona: Ariel, 1979.
- Joanot Martorell, Martí Joan de Galba, Tirante el Blanco: traducción castellana de 1511, Barcelona: Asociación de Bibliófilos, 1947–1949.
- Andreu Febrer, Poesies, Barcelona: Barcino, 1951.
- Gilabert de Próixita, Poesies, Barcelona: Barcino, 1954.
- Juan Boscán, Obras poéticas, Barcelona: Facultat de Filosofia i Lletres, Universitat de Barcelona, 1957. (mit Antoni Comas und Joaquim Moles)
- Guillem de Berguedà, Guillem de Berguedà, Espluga de Francolí: Abadia de Poblet, 1971.
- Alonso Fernández de Avellaneda, Don Quijote de la Mancha, Madrid: Espasa-Calpe, 1972.
- Fernando de Rojas, La celestina, Madrid: Alfaguara, 1974.
- Chrétien de Troyes, Li contes del graal, Madrid: Espasa-Calpe, 1961.
- Alain Chartier, La belle dame sans merci, Barcelona: Quaderns Crema, 1983.
- La chanson de Roland. El Cantar de Roldán y el Roncesvalles navarro, Barcelona: El Festín de Esopo, 1983.
- Arnaut Daniel, Poesías, Barcelona: Quaderns Crema, 1994.